# Forum (Rzym)

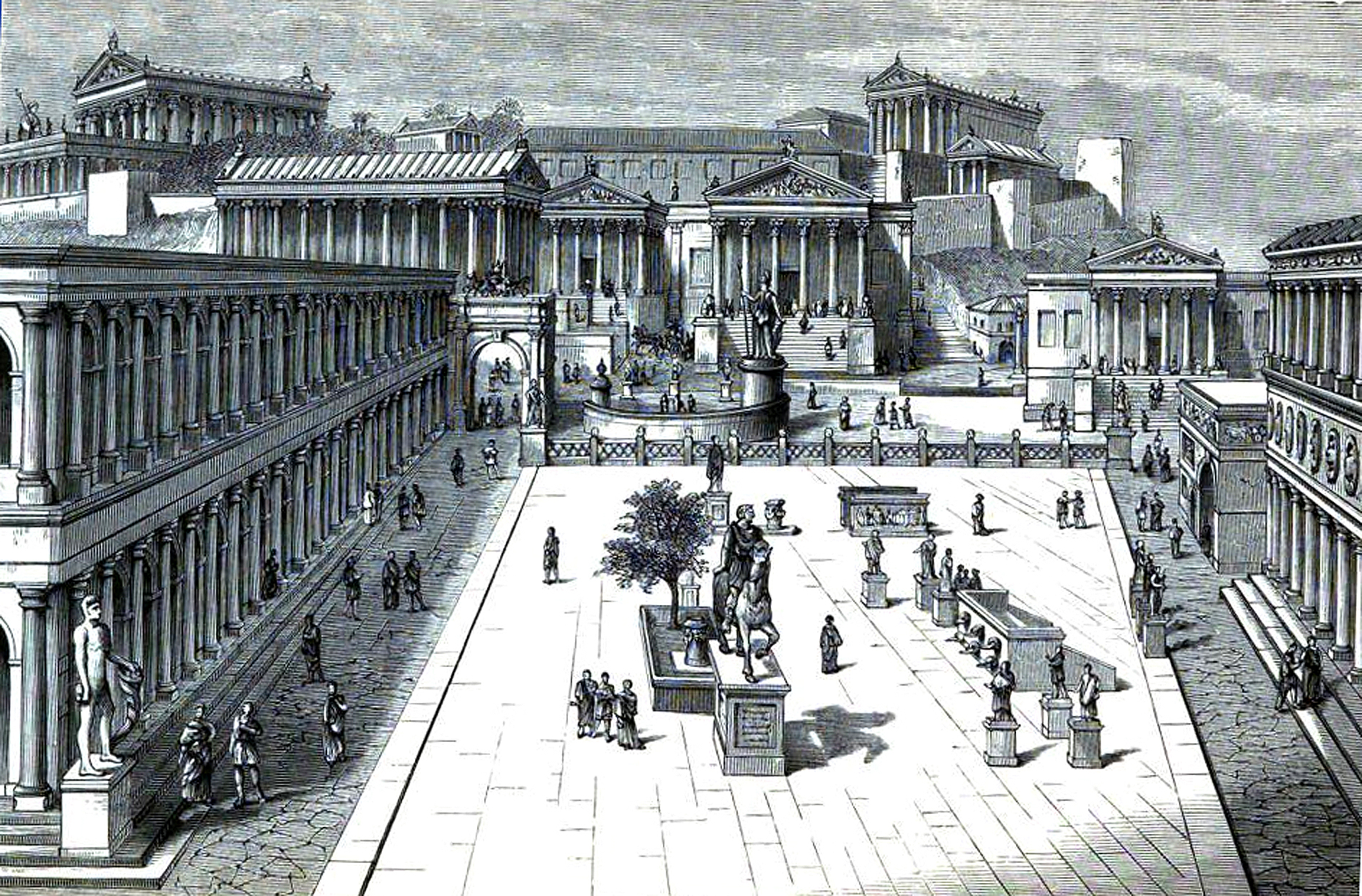
Forum

Forum – pierwotnie rynek oraz publiczny plac w miastach świata rzymskiego.
Forum było najważniejszym miejscem w rzymskich miastach i znajdowało się przy skrzyżowaniu dwóch głównych miejskich arterii komunikacyjnych: poprzecznej, zwanej decumanus oraz podłużnej, zwanej cardo. Forum było najczęściej budowane i utrzymywane przez magistrata odpowiedzialnego za drogę. Zazwyczaj miał prostokątny kształt i zdobiły go kolumnady, świątynie oraz budowle publiczne. Odbywały się na nim sądy, a kupcy mieli tam swoje stoiska. Zdarzało się, że miasta miały kilka forów (np. Rzym).
Wszystkie fora miały na północnym końcu Świątynię Jowisza oraz inne świątynie, a także bazylikę. Na placu znajdowała się publiczna tabela wag i miar, aby klienci na rynku mogli upewnić się, że nie są oszukani. W czasie wyborów kandydaci korzystali ze świątyń na forum, aby wygłaszać przemówienia wyborcze.
Greckim odpowiednikiem forum jest agora.

## Funkcje Forum

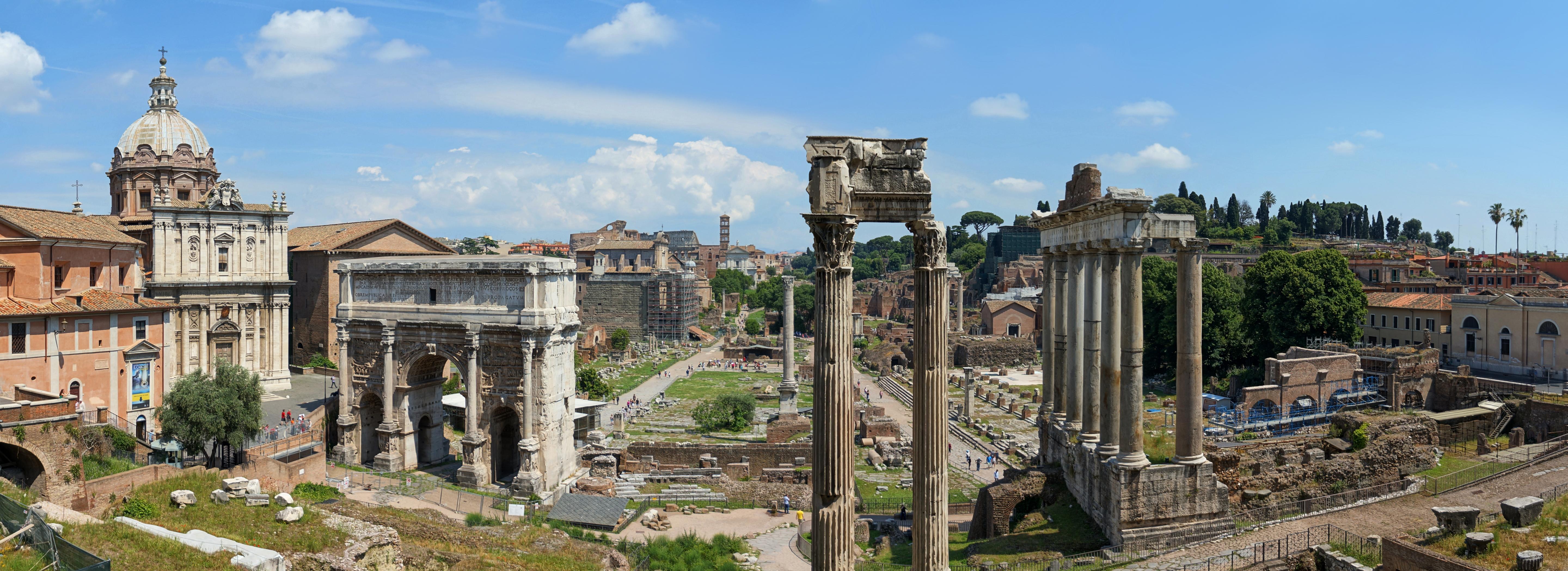
Forum Romanum

Oprócz standardowej funkcji rynku, forum było miejscem spotkań o wielkim znaczeniu społecznym, a często miejscem różnorodnych działań, w tym dyskusji i debat politycznych. W takim przypadku uzupełniało funkcję conciliabulum. Inne główne fora znajdują się we Włoszech; nie należy ich jednak mylić z placem nowoczesnego miasta, które mogło pochodzić z wielu różnych typów starożytnych centrów obywatelskich, a bardziej prawdopodobne, że był to jego własny typ. Chociaż są podobne w użyciu i funkcji jak fora, większość z nich powstała w średniowieczu i często nie jest częścią starożytnej budowli.

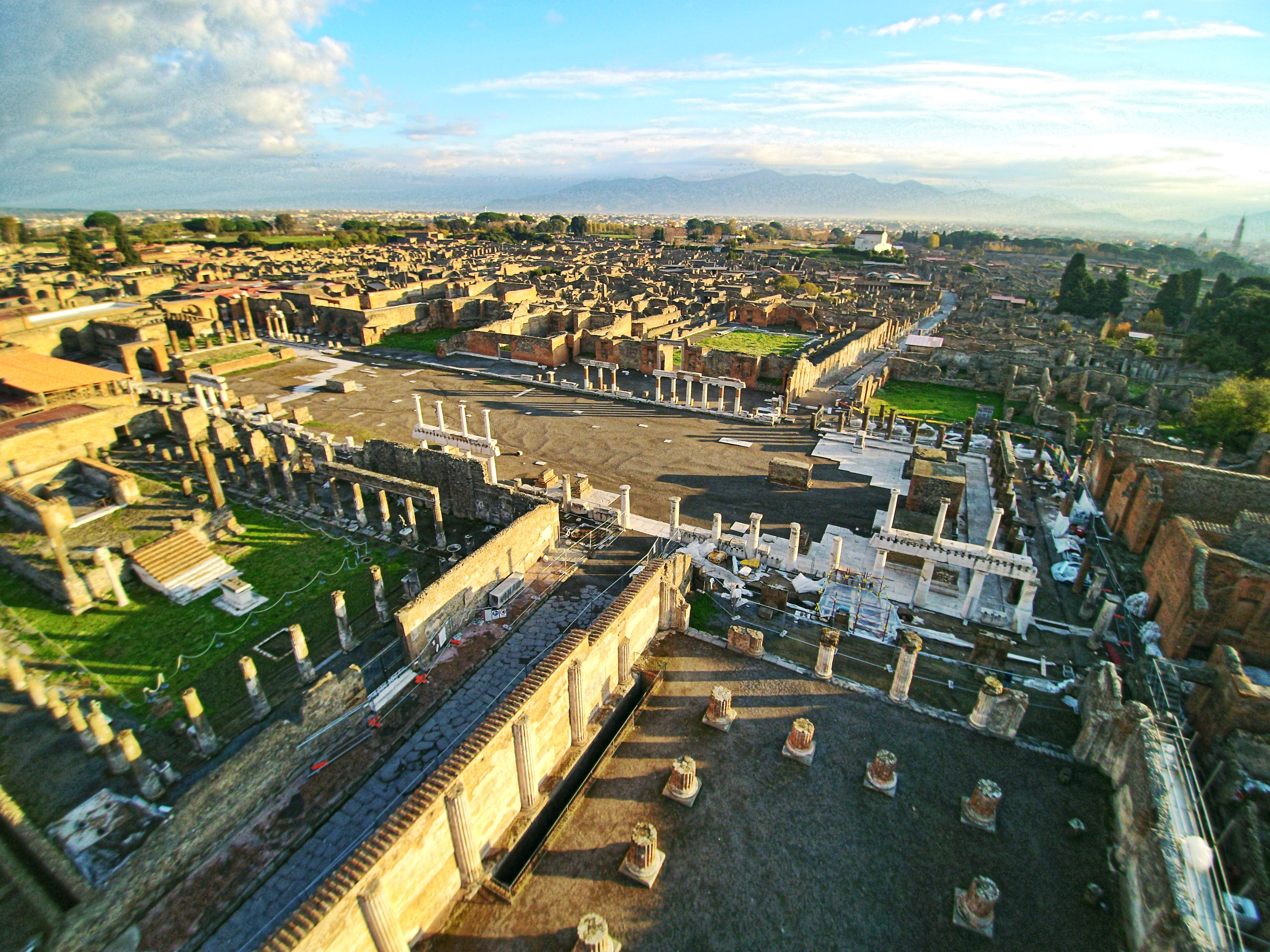
Pompejańskie forum